# Солёненский сельский совет (Залещицкий район)
Солёненский сельский совет (укр. Солоненська сільська рада) — входит в состав
Залещицкого района
Тернопольской области
Украины.
Административный центр сельского совета находится в 
с. Солёное.

## Населённые пункты совета
- с. Солёное
- с. Рожановка